# Charles Konig
Charles Konig (o Karl Dietrich Eberhard König, 1774, Brunswick - 6 de septiembre de 1851) fue un paleontólogo y botánico alemán, se educa en la Universidad de Gotinga.

## Biografía
Anglicisa su nombre al ser asistente de George Kearsley Shaw (1751-1813) del Museo Británico en 1806. En 1807 es asistente cuidador, y en 1813 cuidador del Departamento de Historia Natural del British Museum, especializándose en geología y en mineralogía, reteniendo el puesto hasta el fin de su vida. Describió muchos fósiles en el Museo Británico en una clásica obra Iconesfossilium sectiles (1820-1825).
Fallece en Londres en 1851.

## Algunas publicaciones
- Einleitung in das Studium der kryptogamischen Gewächse
- Annals of botany
- F. H.'s (Friedrich Konrad Hornemann) Tagebuch seiner Reise von Cairo nach Murzuk (in den Jahren 1797 und 1798), 1802 (con Hornemann)
- Tracts relative to botany
- Directions for collecting specimens of geology and mineralogy for the British Museum
- The annotated memoirs of the life and botanical travels of André Michaux
- Der botanische Führer durch die Rheinpfalz, oder Uebersicht aller bisher in der Rheinpfalz aufgefundenen, sowohl wildwachsenden als auch verwilderten, phanerogamischen Pflanzen, mit Angabe der Prosodie und Etymologie ihrer Namen, der Standorte und geographischen Verbreitung, nebst einem Blüthenkalender und einigen Regeln über das Einsammeln, Trocknen und Aufbewahren der Pflanzen (Guía botánica del Rin-Palatinado, o visión general de todo los descubrimientos del Palatinado renano, tanto de fanerógamas silvestres y asilvestrados, indicando prosodia y etimología de su nombre, ubicación y distribución geográfica, además de un Blüthenkalender y algunas reglas para el secado y almacenamiento de colecciones), 1841

## Honores

### Membresías
- Royal Society en 1810

- La abreviatura «K.D.Koenig» se emplea para indicar a Charles Konig como autoridad en la descripción y clasificación científica de los vegetales.[1]